# 櫛田良一
櫛田 良一（くしだ りょういち、1968年11月8日 - ）は、テレビユー福島、はぴスタプロデューサー、番組ディレクター。2009年に制作した祭りにかける家族のドキュメント「相馬野馬追 親子三代夏の陣」で第36回放送文化基金テレビエンターテインメント番組賞を受賞。

## 来歴
福島県いわき市小名浜生まれ。小名浜三小→泉小→泉中→磐城高校
1981年福島県中学生選抜将棋選手権大会で優勝。福島県代表。全国大会19位。プロの将棋指しを目指す。翌年福島県大会3位でプロ断念。
1989年学生時代結成したＵＫ志向のサイケデリック3ピースバンドでTBS『三宅裕司のいかすバンド天国（イカ天）』出演＜ボーカル&ギター担当＞。
1991年学習院大学文学部ドイツ文学科卒業後、テレビユー福島入社 報道部所属。
1992年得意の音楽分野を生かし、制作部で音楽番組パロパロを担当（ - 1995年まで）。毎回ゲストを招き、福島を舞台にしたロケスタイルの新感覚の音楽番組が全国でも話題に。クッシーのUKコーナーでは、ゲストミュージシャンと対談（コーネリアス、スパイラルライフ ほか）
その後、報道部、いわき支社を経て、制作部で「まるとく」「グーテン」を担当。インターネット創世記にいち早く番組にSNSを取り入れる。
2007年には毎日放送オーサカキングJNN物知り局員早押しクイズ大会に北海道・東北代表で出場した。
2011年、東日本大震災以降TUF NEWS LIVE スイッチ!のニュースデスク担当。その後、福島の元気を取り戻そうと午前の情報番組「はぴスタ」を立ち上げる。iPhone、iPadで生中継を行うなど、番組手法が話題に。番組のフェイスブックページやインスタグラムも県内で最初に立ち上げた。
2013年、編成部に異動。５月に脳出血で倒れ、一時意識不明に。しかし、奇跡的に一命をとりとめる。８月ごろから復帰。９月にTUF開局30周年記念「パロパロオールナイト生放送」、一夜限りOA。MCはローリー寺西、ゲストは交友のあった、石田ショーキチ（ex.スパイラルライフ・スクーデリアエレクトロ）、木村世治（ex.ゼペットストア）ほか。福山雅治の過去の放送映像やつんく♂（ex.シャ乱Q）からのメッセージなども放送。
2014年６月。肺閉塞で再び入院。前年の脳出血も含め、「AT3欠損症」であることが判明。３ヵ月の入院を経て復活。以後、薬物治療を続ける
退院後、レコードにはまり、学生時代聴いていた80年代ニューウェイブからポップス、ソウル、ジャズと節操なく買いまくる。遊びでDJも始める。
2020年　２月　メディア推進部部長　TUFのアプリ「たぷり」制作に関わる（現在のTOP画面等）。

## 過去の主な担当番組
- 1992年 - 1995年　音楽番組パロパロ（EXオールナイト電リク）
- 2001年　まるとく（ - 2006.3）。みちのくラーメン対決!福島VS山形五番勝負（視聴率24.0%獲得）
- 2003年　福島グルメ新世紀
- 2006年　グーテン（ - 2009.3）
- 2008年　FOR座REST2008未来はここから
- 2009年　ダイドードリンコ日本の祭り「相馬野馬追親子三代夏の陣」（2009日本の祭りグランプリ受賞。）
- 2010年　上記「相馬野馬追〜親子三代夏の陣」第３６回放送文化基金テレビエンターテインメント番組賞受賞。

　　　　　　BS−TBSで全国放送。
　　　　　　FOR座REST2010森に響く音楽
- 2011年　はぴスタ（2011.10 -2013.02）ディレクター＆プロデュサー
- 2013年　編成部 番宣担当
- 2018年　TUF東京支社（編成＆報道担当）
- 2019年　８月　TUF本社（業務推進部）へ帰任
- 2020年　２月　メディア推進部部長
- 2021年　３月～編成部編成部長